# El final del metaverso
El final del metaverso es la segunda novela del guionista y escritor de ciencia ficción chileno Julio Rojas, publicada en 2022 por Penguin Random House. Aborda temáticas de inteligencia artificial y realidad virtual en un futuro cercano distópico.

## Estructura
Se trata de una novela corta narrada predominantemente en tiempo presente y segunda persona singular. De este modo, el narrador-protagonista, Alberto Minsky, se dirige directamente a Sofía, su interés amoroso. El texto se divide en los siguientes cinco capítulos:
- Capítulo 1. La elegancia del fin del universo
- Capítulo 2. El gran teatro
- Capítulo 3. Entidad de número sobrante
- Capítulo 4. Exilio
- Capítulo 5. Antes de volver al polvo